# جایزه بزرگ ایتالیا ۱۹۶۲
جایزه بزرگ ایتالیا ۱۹۶۲ (انگلیسی: ‎1962 Italian Grand Prix‎) یک مسابقهٔ موتوری در رشتهٔ اتومبیل‌رانی فرمول یک بود که در تاریخ ۱۶ سپتامبر ۱۹۶۲ در پیست ناتزیوناله مونتزا واقع در مونتزا، ایتالیا برگزار شد. این گراند پری در میان ۹ گراند پری در فصل ۱۹۶۲، مسابقهٔ شمارهٔ ۷ بود.
در این مسابقه که در ۸۶ دور و به مسافت ۴۹۴٫۵۰۰ کیلومتر (۳۰۷٫۲۶۸ مایل) برگزار شد، پول پوزیشن توسط جیم کلارک کسب شد و سریع‌ترین زمان برای طی یک دور پیست که برابر با ۱:۴۲٫۳۰ بود نیز توسط گراهام هیل به ثبت رسید.
گراهام هیل از تیم بی‌آرام، ریچی گینتر از تیم بی‌آرام و بروس مک‌لارن از تیم کوپر-کلیمکس به‌ترتیب مقام‌های اول تا سوم مسابقه را کسب کردند.

## رده‌بندی قهرمانی پس از مسابقه
|       | جایگاه | راننده      | امتیاز  |
| ----- | ------ | ----------- | ------- |
|       | ۱      | گراهام هیل  | ۳۶ (۳۷) |
| ۲     | ۲      | بروس مک‌لارن | ۲۲      |
| ۱     | ۳      | جیم کلارک   | ۲۱      |
| ۱     | ۴      | جان سرتیز   | ۱۹      |
|       | ۵      | فیل هیل     | ۱۴      |
| منبع: |        |             |         |

|       | جایگاه | سازنده       | امتیاز  |
| ----- | ------ | ------------ | ------- |
|       | ۱      | بی‌آرام       | ۳۷ (۴۱) |
|       | ۲      | لوتوس-کلیمکس | ۲۷      |
|       | ۳      | کوپر-کلیمکس  | ۲۵ (۲۷) |
|       | ۴      | لولا-کلیمکس  | ۱۹      |
| ۱     | ۵      | فراری        | ۱۸      |
| منبع: |        |              |         |

یادداشت
- تنها پنج جایگاه نخست از هر رده‌بندی نمایش داده شده‌است.